# Soussey-sur-Brionne
Soussey-sur-Brionne är en kommun i departementet Côte-d'Or i regionen Bourgogne-Franche-Comté i östra Frankrike. Kommunen ligger i kantonen Vitteaux som tillhör arrondissementet Montbard. År 2022 hade Soussey-sur-Brionne 158 invånare.

## Befolkningsutveckling
Antalet invånare i kommunen Soussey-sur-Brionne
Referens:INSEE